# Eberhard 3. af Württemberg (hertug)
 Ikke at forveksle med Eberhard 3. af Württemberg.
Eberhard 3. af Württemberg (født 16. december 1614 i Stuttgart, død 2. juli 1674 i Stuttgart) regerede som hertug af Württemberg fra 1628 til sin død i 1674.